# Калиновка (Коростенский район)
Кали́новка (укр. Калинівка) — село на Украине, основано в 1910 году, находится в Коростенском районе Житомирской области.
Код КОАТУУ — 1822382001. Население по переписи 2001 года составляет 143 человека. Почтовый индекс — 11530. Телефонный код — 4142. Занимает площадь 1,026 км².

## Адрес местного совета
11530, Житомирская область, Коростенский район, с.Калиновка, ул.Центральная, дом 8